# Censório

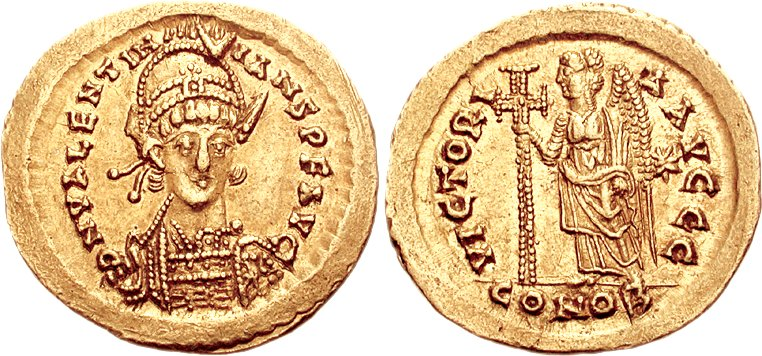
Soldo de r.

Censório (em latim: Censorius; m. 448) foi um oficial romano do século V, ativo durante o reinado do imperador Valentiniano III (r. 425–455). Suas origens são incertas. É mencionado como um conde, posição que provavelmente reteve até seu falecimento.
Censório é mencionado pela primeira vez em 432, quando foi enviado como emissário à corte sueva na Hispânia. Em 433, retornou de sua missão e provavelmente dirigiu-se para a capital imperial de Ravena. Em 437, foi novamente enviado como emissário, desta vez com o visigodo Fretimundo.
Em 440, quando retornava de sua missão diplomática, foi sitiado em Mírtilis e então teve que se render ao rei Réquila (r. 441–448). Censório aparentemente permaneceu em cativeiro por oito anos. Em 448, foi assassinado em Híspalis por Agiulfo.